# Wenecja Północy
Wenecja Północy – określenie stosowane w odniesieniu do wybranych miast Europy północnej, które z racji swojego położenia w otoczeniu wód powierzchniowych oraz występowania licznych przepraw, żeglugi i bulwarów, nasuwają porównanie do słynnego i uznawanego za jedno z najpiękniejszych miast – włoskiego miasta Wenecja. Samo określenie w odniesieniu do konkretnego miasta ma znaczenie przede wszystkim marketingowe w zakresie turystyki i promocji danego miasta. Jest kilka takich miast, wobec których stosuje się taką formę wyróżnienia i promocji. Najbardziej znane to: Amsterdam w Holandii, Petersburg w Rosji, Sztokholm w Szwecji, a także polskie miasta takie jak Wrocław czy Bydgoszcz.

## Pierwowzór: Wenecja
Pierwowzorem (odniesieniem) dla miast, wobec których stosowane jest określenie Wenecja Północy, jest miasto Wenecja położone na północy Włoch nad Morzem Adriatyckim. Jest ono położone na licznych bagnistych wyspach, z licznymi kanałami wodnymi (sieć 150 kanałów, ok. 400 mostów), znaczna część transportu odbywa się drogami wodnymi. Popularnym środkiem lokomocji jest vaporetto (tramwaj wodny). I te elementy właśnie są cechami wyróżniającymi, które obrazowo oddają stosowane potocznie określenie: miasto na wodzie, i które równocześnie są cechami podnoszonymi na zasadnie analogii, jako uzasadniające stosowanie do wybranych miast określenia Wenecja Północy.

## Miasta określane jako Wenecja Północy
Amsterdam jest największym miastem Holandii i jej stolicą konstytucyjną. Położony jest nad rzeką Amstel i licznymi kanałami. Trzy największe w kształcie półksiężyców usytuowane niemalże równolegle do siebie to: Herengracht (położony najbardziej centralnie), Keizersgracht i Prinsengracht. Z nimi łączą się promieniście mniejsze kanały tworząc sieć wodną dzielącą miasto na liczne wyspy. Znajduje się tu 165 kanałów i 1281 mostów. W Amsterdamie popularne są, zwłaszcza wśród turystów, autobusy wodne.
Sankt Petersburg to miasto w Rosji, położone w delcie rzeki Newy, nad Zatoką Fińską. W obszarze miasta znajduje się ponad 40 wysp. Wyspy połączone są 396 mostami, z których 14 największych jest co noc otwieranych w celu umożliwienia jednostkom pływającym przedostania się na jezioro Ładoga. 
Wrocław położony jest nad rzeką Odrą i czterema jej dopływami, które wpadają do niej w granicach miasta. Dodatkowo miasto posiada wypełnioną stale wodą fosę miejską oraz rozbudowaną sieć kanałów, które wraz z rzekami tworzą tzw. wrocławski węzeł wodny. Na terenie miasta znajduje się ponad 20 wysp oraz ponad 130 mostów i kładek. 
Bydgoszcz położona jest nad rzekami takimi jak Brda, Wisła i Młynówka, a także unikatowym Kanale Bydgoskim ze śluzami. Brda z Młynówką otaczają Wyspę Młyńską i znajdującą się na niej tzw. Wenecję Bydgoską. Wszystko jest dowodem tego, jak wielki wpływ na życie i obraz miasta ma woda. Widać to wyraźnie zwłaszcza w ostatnim czasie, kiedy poprzez architekturę, wydarzenia kulturalne i sportowe Bydgoszcz coraz bardziej zwraca się ku rzece. W tej sytuacji nie dziwią porównania do Wenecji, bo w obydwu miastach ten związek wody i zabytków architektury jest niezwykły.  
Sztokholm to największe miasto i stolica Szwecji. Położony jest częściowo na 14 wyspach, które połączone są ze sobą 53 mostami oraz lądzie stałym nad zatoką Morza Bałtyckiego Saltsjön i jeziorem Melar, wraz z łączącą je cieśniną Norrström. Cały obszar stołeczny Sztokholmu obejmuje m.in. archipelag sztokholmski, składający się z 24 000 wysp, wysepek i skał przybrzeżnych. Małe promy pozwalają dostać się na wiele wysp archipelagu sztokholmskiego.